# 陳冠希
陳 冠希（広東語：チャン・グンヘイ、北京語：チェン・グアンシー、英語: Edison Chen、エディソン・チャン、1980年10月7日 - ）は、香港の俳優、歌手。ストリートファッションブランド「CLOT」のディレクターでもある。愛称は「エディー」「えぢ」など。

## 略歴
本名は「陳興華（チャン・ヘンワー/チェン・シンホヮ）」。カナダ・バンクーバー出身。香港、アメリカ・ニューヨーク、カナダ・バンクーバーと移住し、トロントの高校を卒業後に香港に帰国。
1999年のCM出演で注目を浴び、2000年に映画『ジェネックス・コップ2』の主演で俳優デビュー。同年に歌手としても活動を始め、日本映画にも出演するなどアジアで幅広く活躍していた。英語・広東語・北京語のほか、日本語も少々話せる。
2008年、香港の人気女優たちとの性行為を記録した写真がインターネットに流出した事件が発生。流出した経緯は、エディソン・チャン自身が撮影した写真やビデオ動画を保存していたパソコンを修理に出した際に複製され、それが出回ったものと見られている。この事件を受け、2月21日に記者会見を開き、一連の映像の大部分は自分が撮影したものと認め、その責任を取って香港映画界から去ると発表した。しかし、2009年には香港映画に復帰している。
2010年3月台湾台北市のイベントに現れ、芸能活動の再開を正式に宣言している。同年4月17日、『スナイパー:』が日本で公開される。同年12月24日、香港で開催中の「アジアゲームショー2010」にて歌手活動を再開した。同年12月30日にはアルバム『CONFUSION』をリリースする。

### 写真流出事件の反響
事件が起きた2008年の中国におけるGoogleインターネット中国名人名検索回数ランキングでは第1位となった。同じく中国名で台湾では人名検索第3位、シンガポールにおいても英語名で第3位という結果であった。
同年、アメリカの娯楽情報ウェブサイト「E!」が行ったアンケート「世界で最もセクシーな男性」において、中華系人としてはトップの第15位に選ばれた。

## 主な出演作品

### 映画
- ジェネックス・コップ2（中国語版） 特警新人類2 （2000年）
- DEAD OR ALIVE 2 逃亡者（2000年）
- ファイナルロマンス 願望樹 （2001年）
- ダンス・オブ・ドリーム 愛君如夢 （2001年）
- インファナル・アフェア 無間道 （2002年）
- インファナル・アフェア 無間序曲 無間道2 （2003年）
- インファナル・アフェアIII 終極無間 無間道3終極無間 （2003年）
- メダリオン 飛龍再生 （2003年）
- ツインズ・エフェクト 千機變 （2003年）
- 1:99 電影行動（中国語版） 1:99電影行動 （2003年）
- 性感都市 セックス&ビューティーズ（中国語版） 性感都市 （2004年）
- ムービング・ターゲット（中国語版） 2004新紮師兄 （2004年）
- ベルベット・レイン（中国語版） 江湖 （2004年）
- 花都大戦 ツインズ・エフェクトII 千機變II 花都大戦 （2004年）
- エディソン・チャンの留学青春日記（中国語版） 時差7小時 （2004年）
- 同じ月を見ている（2005年）
- 頭文字D THE MOVIE 頭文字D （2005年）
- ドッグ・バイト・ドッグ 狗咬狗 （2006年）
- 呪怨 パンデミック The Grudge 2 （2006年）
- ダークナイト The Dark Knight （2008年）
- スナイパー: 神鎗手 （2009年）
- 戰・無雙 （2009年）
- シャドウプレイ【完全版】 風中有朶雨做的云 （2018年）

### テレビドラマ
- 八人の英雄（中国語版） 八人豪侠 （2005年）

### CM
- シティバンク、エヌ・エイ
- 香港MTR
- ペプシコーラ

### ゲーム
- スリーピングドッグス 香港秘密警察（2012年）

### DVD
- エディソン・チャンの留学青春日記（2006年6月9日）

## ディスコグラフィ

### シングル
- EDISON CHENEP（2001年1月18日） - AVCEP80001

### アルバム
- 特警新人類2 機動任務電影原聲大碟（2000年11月24日）
- 陳冠希 EP（2000年11月30日）
- Visual Diary 影像日記 1st Version（2001年5月11日） - AVCCD80004
- Visual Diary 影像日記 2nd Version（2001年6月16日）
- Ed Is On（2001年11月2日）
- 同名國語專輯（2001年11月20日） - AVCCD80007A
- Peace and Love（2001年12月20日） - AVCCD90009
- Break Through（2002年7月3日）
- Transition（2002年8月27日） - AVCCD90015
- Edison - Hits or Misses（2003年2月13日）
- Please Steal This Album（2004年2月26日）
- Hazy: The 144 Hour Project（2005年1月4日）
- 陳冠希 - The Best Collection 精選（2005年12月21日）